# Азійський трогон
Азійський трогон (Harpactes) — рід кілегрудих птахів родини трогонових (Trogonidae) монотипового ряду трогоноподібних (Trogoniformes). Представники цього роду мешкають в лісах Південної і Південно-Східної Азії. Їм притаманний статевий диморфізм: самці мають яскравіше забарвлення. Спини представників роду зазвичай бурого кольору, хвости частково білі, а груди червоні. Харчуються вони безхребетними, ящірками і фруктами.

## Таксономія
Дослідження, проведене в 2010 році показало, що трогон чорноголовий і трогон червоногузий, яких раніше відносили до роду Duvaucelius, дійсно споріднені між собою і формують кладу. Також окрему кладу формує оливковоголовий трогон. Однак, дослідники рекомендували відносити ці види до роду Harpactes. Більшість систематиків, зокрема Міжнародна спілка орнітологів підтримують подібну класифікацію.
Також цим дослідженням було підтверджено окремішність представників роду Суматранський трогон (Apalharpactes), яких деякі дослідники включали до роду Harpactes.

## Види
Виділяють десять видів роду Азійський трогон:
- Трогон оливковоголовий (Harpactes oreskios)
- Трогон чорноголовий (Harpactes orrhophaeus)
- Трогон червоногузий (Harpactes duvaucelii)
- Трогон малабарський (Harpactes fasciatus)
- Трогон борнейський (Harpactes diardii)
- Трогон червоноголовий (Harpactes erythrocephalus)
- Трогон рожевохвостий (Harpactes wardi)
- Трогон сіроволий (Harpactes whiteheadi)
- Казунба (Harpactes kasumba)
- Трогон філіпінський (Harpactes ardens)

## Етимологія
Наукова назва роду Harpactes походить від дав.-гр. ἁρπακτης — розбійник.